# Sistema Tierra-Luna
El sistema Tierra-Luna, se refiere al sistema binario conformado por la propia Tierra y su único satélite natural, así como todos los demás objetos dentro de sus esferas de influencia (esfera de Hill).

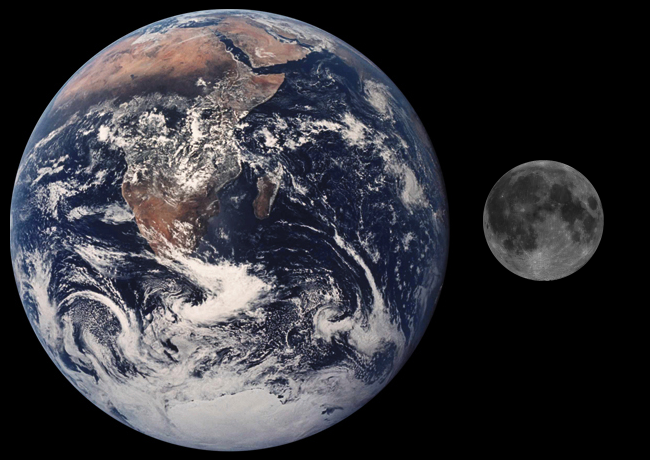
Tamaños relativos de la Tierra y la Luna a escala (aunque la distancia entre ellas que es de unos 384400 km no está a escala).

Debido a que la Luna es un satélite excepcionalmente grande en relación con la Tierra (con un diámetro de poco menos de un tercio y una masa de 1/81 de la de la Tierra), lo que la convierte en el satélite más grande del sistema solar, en relación con el tamaño de su planeta anfitrión, se podría definir también el sistema Tierra-Luna como un sistema binario.
Algunos científicos igualmente le dan al sistema Tierra-Luna (junto al sistema Plutón-Caronte) la denominación de planeta doble, debido al gran tamaño que presenta el satélite terrestre (de 3474 km de diámetro) con relación al planeta Tierra (de 12 756 km de diámetro).
Aunque a diferencia de la mayoría de los satélites de otros planetas conocidos, la Luna orbita más cerca del plano de la eclíptica que del plano ecuatorial del planeta.

Tamaños de la Tierra y la Luna a escala, junto a la distancia entre ellas y el tiempo que tarda un rayo de luz en recorrerla.

El baricentro del sistema Tierra-Luna (es decir el centro de masa común), se encuentra a una distancia de 1700 km (aproximadamente un cuarto del radio de la Tierra) debajo de la superficie terrestre.
La Tierra gira alrededor del baricentro Tierra-Luna una vez al mes sideral, con 1/81 de la velocidad de la Luna, o aproximadamente 12,5 m/s. Este movimiento se superpone a la revolución mucho mayor de la Tierra alrededor del Sol, con una velocidad de unos 30 kilómetros por segundo.
En algunas ocasiones, también han sido parte de este sistema, aunque solamente de manera temporal algunos satélites naturales más pequeños, de los cuales hasta el momento han sido identificados únicamente dos de manera in situ, incluido el 2006 RH120 (entre 2006-2007) y el 2020 CD3 (entre 2016-2017).
Todos los demás satélites artificiales, naves espaciales tripuladas, estaciones espaciales, naves espaciales de suministro no tripuladas o sondas espaciales en órbita alrededor de la Tierra, la Luna o los puntos de Lagrange de la pareja de cuerpos Tierra-Luna, igualmente pasan a formar parte de este sistema.
Por lo tanto, el sistema Tierra-Luna, también incluye los siguientes objetos, ubicados en:
- Órbita terrestre

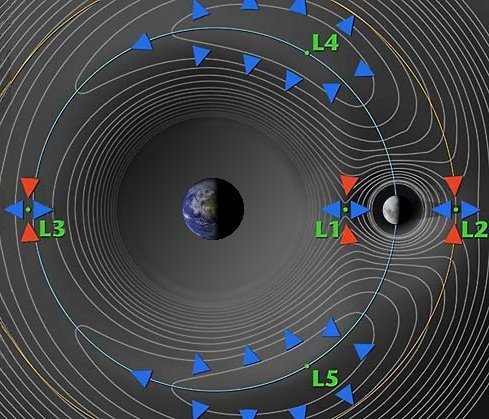
Gráfico de contorno mostrando los cinco puntos de Lagrange del sistema Tierra-Luna.

  - 4852 satélites artificiales (hasta el 1 de enero de 2022)[16]
  - 2 estaciones espaciales[n. 1]
- L2
  - 3 sondas espaciales[n. 2]
- L4 y L5
  - Las nubes de Kordylewski
- Órbita lunar
  - 2 sondas espaciales[n. 3]